# Chileense parlementsverkiezingen 1915
De Chileense parlementsverkiezingen van 1915 vonden op 7 maart van dat jaar plaats. In de Kamer van Afgevaardigden werd de liberaal conservatieve Coalición de grootste, in de Senaat de liberale Alianza Liberal.

## Uitslagen

### Kamer van Afgevaardigden
| Politieke partij | Politieke partij    | Zetels | Percentage |
| ---------------- | ------------------- | ------ | ---------- |
| Coalición        | Conservador         | 28     | 23,73%     |
| Coalición        | Nacional            | 16     | 13,55%     |
| Coalición        | Liberal Democrático | 23     | 19,49%     |
| Alianza Liberal  | Liberal             | 19     | 16,1%      |
| Alianza Liberal  | Radical             | 27     | 22,88%     |
| Alianza Liberal  | Democrático         | 5      | 4,23%      |
| Totaal           | Totaal              | 118    | 100%       |
| Bron:            |                     |        |            |

### Senaat
- 19 van de 32 zetels verkiesbaar

| Politieke partijen | Politieke partijen  | Zetels | Percentage |
| ------------------ | ------------------- | ------ | ---------- |
| Alianza Liberal    | Liberal             | 6      | 31,58%     |
| Alianza Liberal    | Radical             | 2      | 10,53%     |
| Alianza Liberal    | Democrático         | 1      | 5,26%      |
| Coalición          | Conservador         | 4      | 21,05%     |
| Coalición          | Nacional            | 2      | 10,53%     |
| Coalición          | Liberal Democrático | 4      | 21,05%     |
| Totaal             | Totaal              | 19     | 100%       |

Samenstelling Senaat 1915-1921
| Partij              | Zetels |
| ------------------- | ------ |
| Liberal             | 11     |
| Conservador         | 6      |
| Liberal Democrático | 7      |
| Nacional            | 3      |
| Radical             | 4      |
| Democrático         | 1      |
| Totaal              | 32     |